# Anais da Academia Brasileira de Ciências
Anais da Academia Brasileira de Ciências são a publicação oficial da Academia Brasileira de Ciências, sendo publicada de forma ininterrupta desde 1929, tornando-a a mais antiga revista científica brasileira.

## História
Antes desta data, a revista oficial da Academia era chamada de Revista da Sociedade Brasileira de Ciências (1917/19), depois de Revista de Ciências (1920/22) e em seguida passa a ser denominada Revista da Academia Brasileira de Ciências (1926 e 1928), sempre com publicação irregular. Ainda nesta fase, vale destacar o artigo publicado, em 1926, por Einstein, sobre a teoria da luz.
Em 2016, uma parceria entre a Academia Brasileira de Ciências e a Hemeroteca Digital da Biblioteca Nacional tornou disponível, para busca on-line, o acervo da AABC publicado desde 1929.

## Propósito
A sua finalidade é a publicação de resultados originais de pesquisa nos ramos da Ciência abrangidos pelas Seções da Academia. A Comissão Editorial coordena a avaliação dos artigos a serem publicados. A publicação é trimestral. Eventualmente, números temáticos tem sido publicados a critério da diretoria como Suplementos aos Anais. Ela é disponibilizada através da biblioteca digital SciELO.

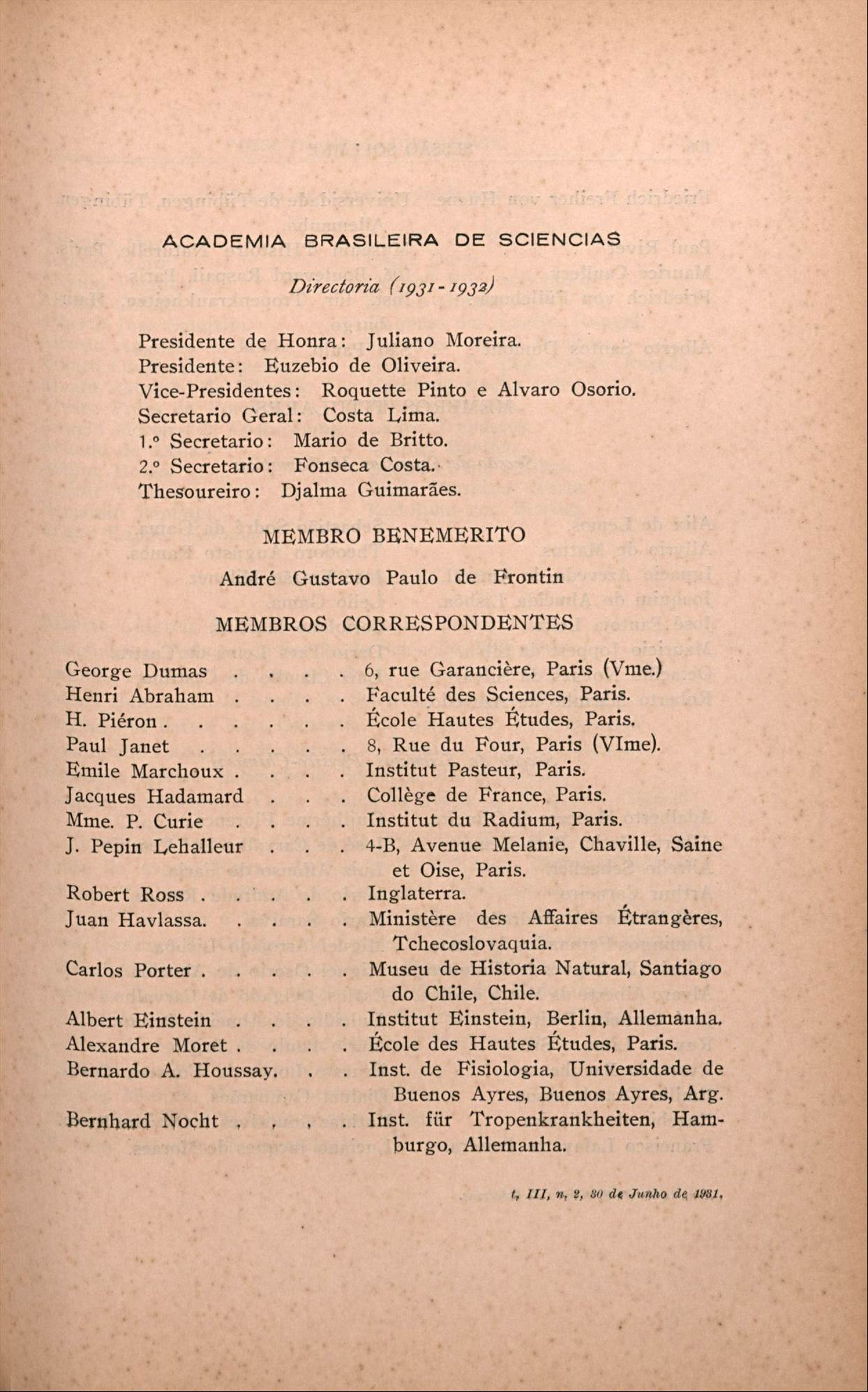
Página da Edição de 1931 dos Anais da Academia Brasileira de Ciências, com a diretoria e membros correnpondentes daquele ano. Entre os nomes, Juliano Moreira, Roquette-Pinto, Albert Einstein, Marie Curie e Bernardo Houssay.
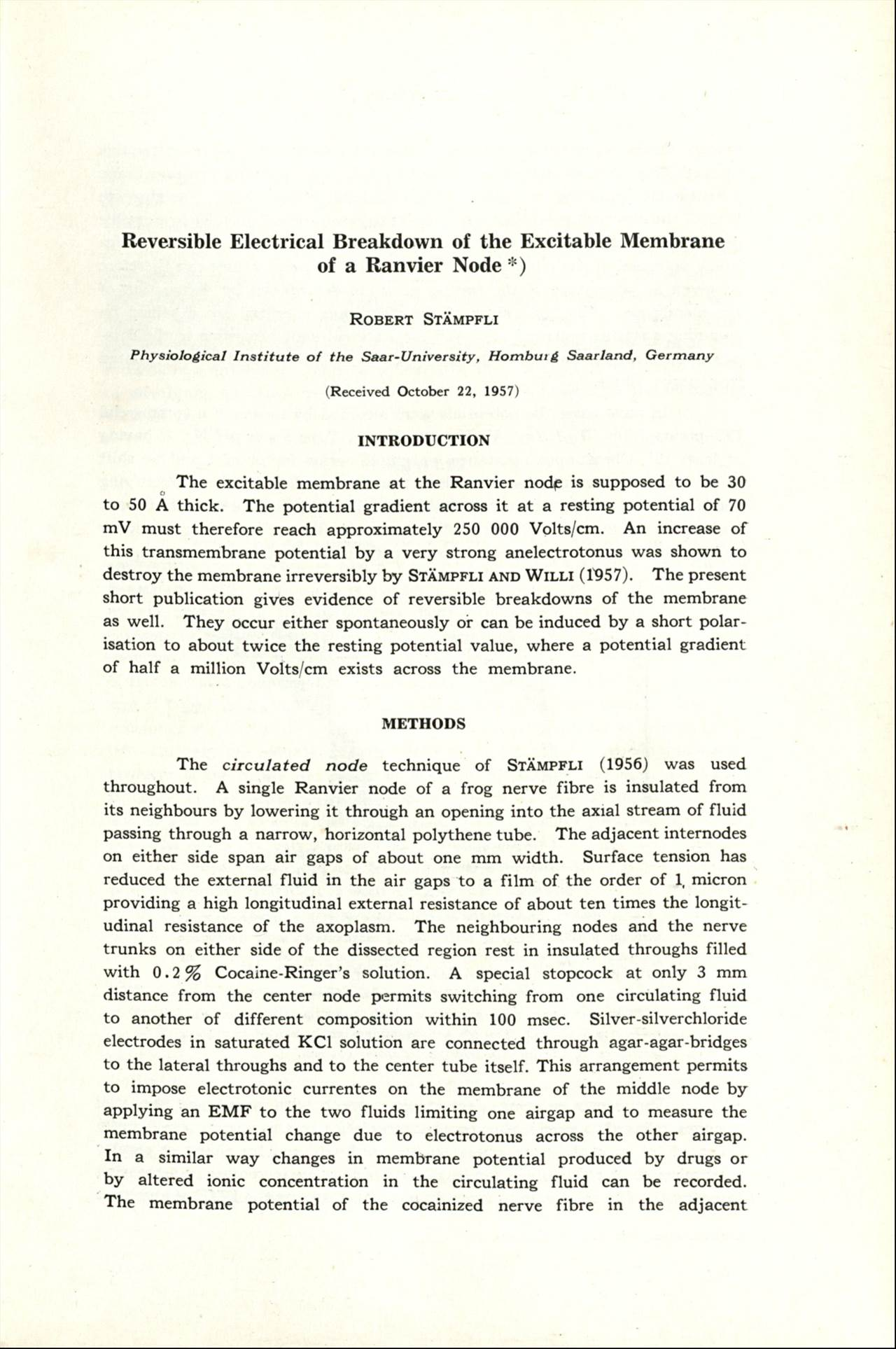
Artigo publicado pelo suíço de:Robert Stämpfli na AABC em 1958, considerado o primeiro artigo no qual é descrito o fenômeno da Eletroporação.

## Artigos científicos mais acessados no Scielo
Até 26 de dezembro de 2022, os cinco artigos publicados a partir de 2000 mais acessados deste periódico foram:
|   | Título do artigo                                                                                                   | Autores                                   | Ano  | DOI                                             | Área de estudo                | Acessos |
| - | --- | ----------------------------------------- | ---- | ----------------------------------------------- | ----------------------------- | ------- |
| 1 | Animal-based medicines: biological prospection and the sustainable use of zootherapeutic resources                 | Eraldo Medeiros Costa-Neto                | 2005 | https://doi.org/10.1590/S0001-37652005000100004 | Ciências Biológicas           | 23662   |
| 2 | Chemical carcinogenesis                                                                                            | Paula A. Oliveira et al.                  | 2007 | https://doi.org/10.1590/S0001-37652007000400004 | Ciências Médicas e Biomédicas | 18057   |
| 3 | Beyond diversity loss and climate change: Impacts of Amazon deforestation on infectious diseases and public health | Joel Henrique Ellwanger et al.            | 2020 | https://doi.org/10.1590/0001-3765202020191375   | Ciências Biológicas           | 16313   |
| 4 | Farming with rocks and minerals: challenges and opportunities                                                      | Peter Van Straaten                        | 2006 | https://doi.org/10.1590/S0001-37652006000400009 | Ciências da Terra             | 15861   |
| 5 | Animal models in biological and biomedical research - experimental and ethical concerns                            | Monica Levy Andersen, Lucile M. F. Winter | 2019 | https://doi.org/10.1590/0001-3765201720170238   | Ciências Biomédicas           | 13941   |